# Храм Олександра Невського (Ашгабад)
Храм Олександра Невського — російський православний храм у туркменському місті Ашгабат. Будівля церкви з білої паленої цегли у вигляді хреста, з дерев'яним куполом під залізним дахом вміщує 350 осіб.
- Престольне свято - 12 вересня, 6 грудня

## Історія
Заснована у 1882 та освячена у 1900. Була похідною церквою при 1-му Таманському полку Кубанського козачого війська.